# Sant Feliu de Pallerols
Sant Feliu de Pallerols è un comune spagnolo di 1 152 abitanti situato nella comunità autonoma della Catalogna.